# Landschaftsschutzgebiet Büren-Wünnenberger Wälder

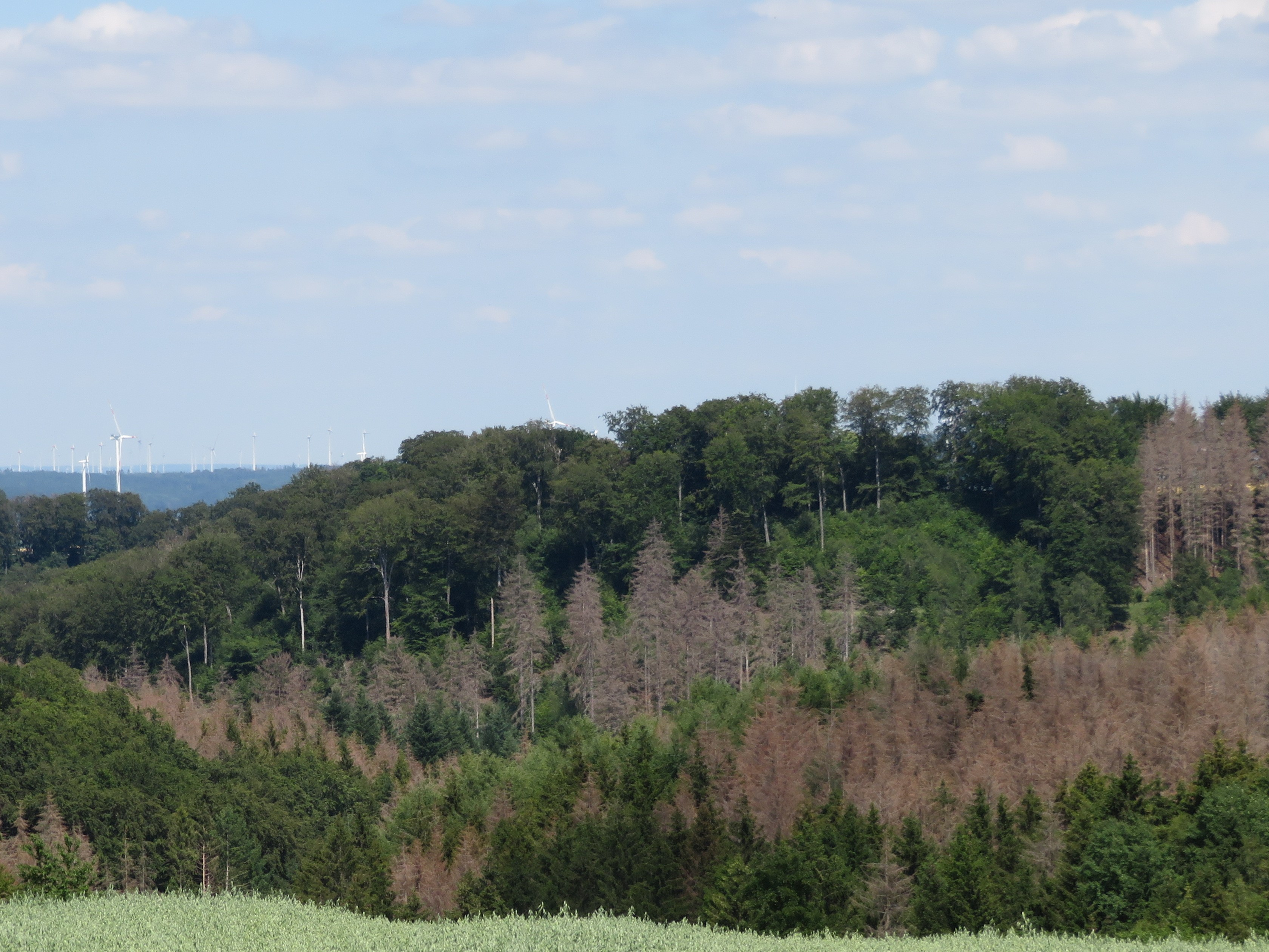
Buchenwald und abgestorbener Fichtenwald im LSG

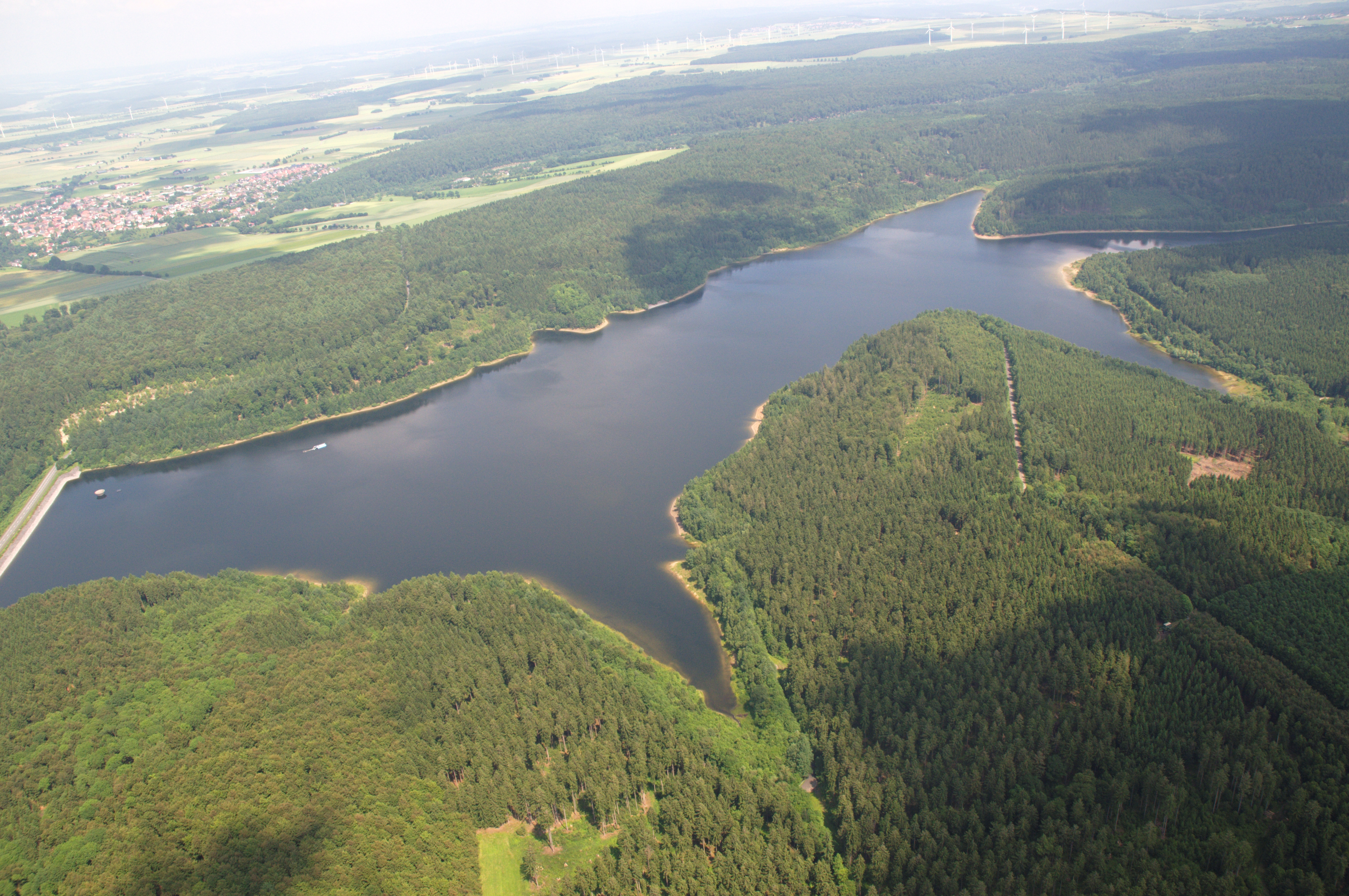
Aabachssee und Umgebung

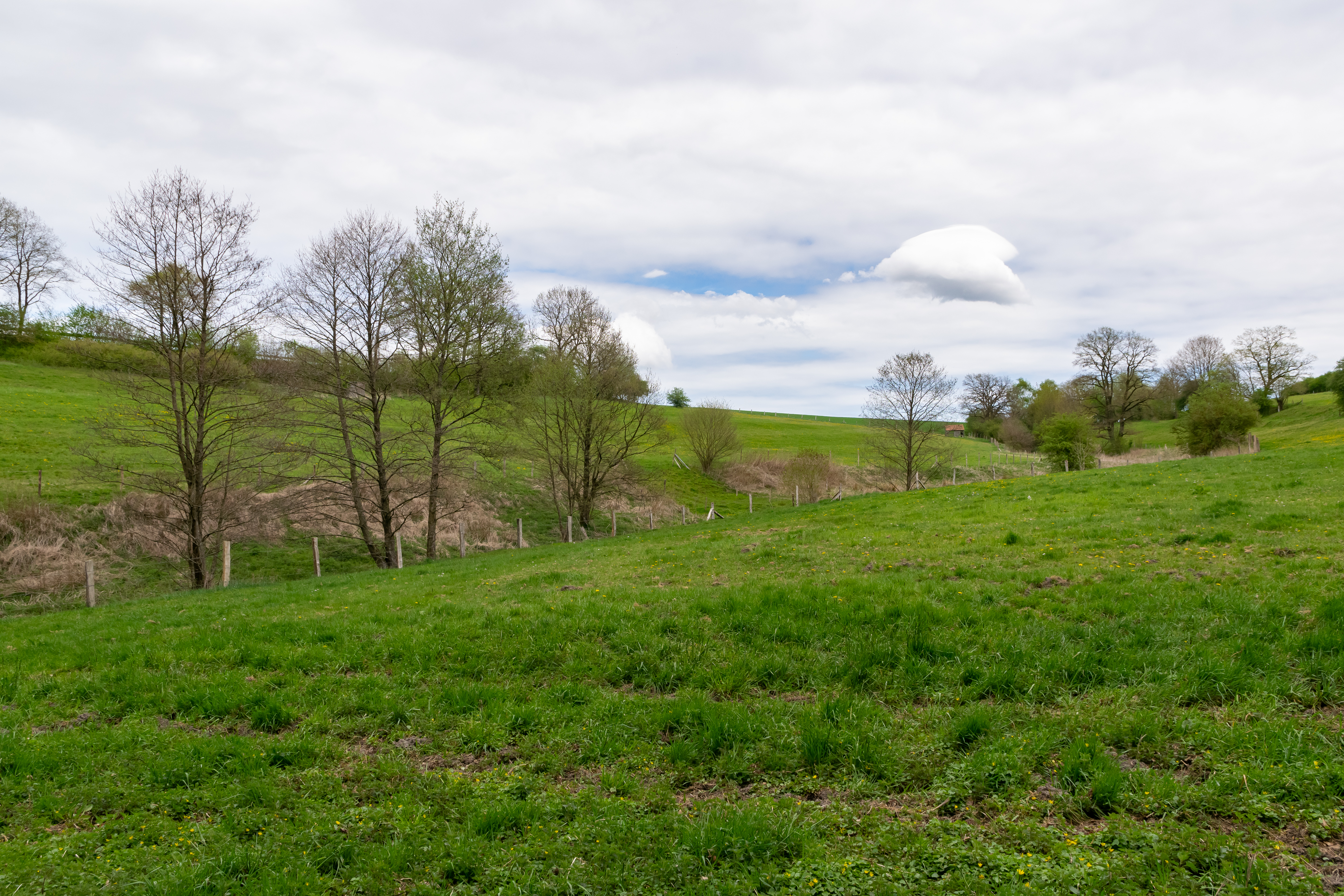
Grünlandbereich im LSG

Das Landschaftsschutzgebiet Büren-Wünnenberger Wälder mit 3687,88 ha Flächengröße liegt im Stadtgebiet von Büren und Bad Wünnenberg im Kreis Paderborn. Das Landschaftsschutzgebiet (LSG) wurde 1996 vom Kreistag mit dem Landschaftsplan Büren-Wünnenberg ausgewiesen. Das LSG grenzt teilweise direkt an andere Schutzgebiete und an die Kreisgrenze. Das LSG besteht aus sechs Flächen, dazu gehören drei Kleinflächen. Die drei Großflächen sind der ganze Wald im Stadtgebiet Büren südwestlich der Alme, ein Waldbereich südlich von Bad Wünnenberg und ein Waldbereich süd- und südöstlich von Fürstenberg. Der Aabachsee liegt im LSG.

## Beschreibung
Das LSG umfasst Bereiche der Wälder Ringelsteiner Wald, Leiberger Wald, Staatsforst Büren und Fürstenberger Wald. Im LSG gibt es Buchenwald, Erlenbruchwald, Bach-Erlen-Eschenwald und Fichtenwald. Im LSG gibt es ein Kerbtalsystemen mit Bächen, Rinnsalen und Quellbereichen. Auch Wiesenbereiche liegen im LSG. 
Durch den Forst sollen Einzelbäume und Baumgruppen zu Altholzinseln entwickelt werden. Als Zusätzliche Entwicklungs- und Pflegemaßnahme sollen ehemalige Bunker im Bereich des Munitionszerlegungsbetriebes südlich von Harth zu Winterquartieren für Fledermäuse hergerichtet werden.
Ab 2018 kam es zum flächenhaften Absterben von Fichten nach Borkenkäferbefall.